# میان‌زیان
میان‌زیان یا مزوزوآ (Mesozoa) انگلهای کرم‌مانند و آب‌زی هستند که در گروه جانوران بی‌مهره جای می‌گیرند.
میان‌زیان و پَرازیان پرسلولی هستند اما الگوی ساختاری آن‌ها در مقایسه با گروه هوپس‌زیان، مشخص است. لایه‌های سلولی آن‌ها همتای لایه‌های جنینی هوپس‌زیان نیست و در هیچ‌یک از این گروه‌ها، الگوهای رویش با آنچه در هوپس‌زیان دیده می‌شود، سازگاری ندارد.
اگر چه میان‌زیان تنها یک لایه بیرونی یاخته‌های سوماتیک و یک لایه یاخته‌های درونی تولید مثلی دارند، چرخه تولید مثلی بسیار پیچیده‌ای از خود نشان می‌دهند که تا اندازه‌ای به چرخه‌های تولید کرم‌های پهن شبیه است.
هنوز آشکار نیست که آیا این جانداران کرم‌های پهن تحلیل‌رفته هستند یا میان‌زیانی ابتدایی.
زیرفرمانرو میان‌زیان را به دو شاخه راست‌شناوران و لوزی‌زیان تقسیم می‌کنند.